# Edmore (Dacota do Norte)
Edmore é uma cidade localizada no estado norte-americano de Dacota do Norte, no Condado de Ramsey.

## Demografia
Segundo o censo norte-americano de 2000, a sua população era de 256 habitantes.
Em 2006, foi estimada uma população de 236, um decréscimo de 20 (-7.8%).

## Geografia
De acordo com o United States Census Bureau tem uma área de
0,7 km², dos quais 0,7 km² cobertos por terra e 0,0 km² cobertos por água. Edmore localiza-se a aproximadamente 464 m acima do nível do mar.

## Localidades na vizinhança
O diagrama seguinte representa as localidades num raio de 24 km ao redor de Edmore.